# Siebel
Siebel — американская компания, производитель программного обеспечения для организаций, пионер и долговременный лидер рынка CRM-систем, поглощённая в начале 2006 года корпорацией Oracle за $5,8 млрд. Основана в 1993 году Томасом Зибелем (англ. Thomas Siebel), руководившим компанией всё время её существования и Патрисией Хаус (англ. Patricia House). Основной продукт компании — одноимённая тиражируемая система управления взаимоотношениями с клиентами, с 2006 года распространяемая новым правообладателем под наименованием Oracle Siebel CRM.
Фигурировала под официальными наименованиями Siebel Systems, Inc., Siebel CRM Systems, Inc.

## История
Компания основана в 1993 году Томасом Зибелем и Патрисией Хаус в городе Сан-Матео (штат Калифорния). В 1980-е годы основатели компании работали в корпорации Oracle, позднее Зибель занимал пост генерального директора компании Gain Technology, которая была поглощена корпорацией Sybase в 1992 году. Хаус заняла пост вице-президента по маркетингу, а руководил компанией Зибель. Основной целью компания ставила создание программной системы для крупных организаций, обеспечивающей управление всеми аспектами взаимоотношений с заказчиками.
К концу 1994 года компании удалось разработать такую систему, она была названа Siebel Sales Information System, её заказчиками стали такие крупные компании, как Charles Schwab Corporation, Cisco Systems, Andersen Consulting, Compaq, заказчики заплатили от $3,5 тыс. до $6,5 тыс. за каждого конечного пользователя. Примечательно, что Чарльз Шваб и генеральный директор Andresen Consulting Джордж Шахин (англ. George Shaheen) вошли в 1994 году совет директоров Siebel, а их компании приобрели доли в бизнесе Siebel в размерах соответственно 2,5 % и 10 %. Позднее Andersen Consulting стала оказывать услуги своим заказчикам по внедрению CRM-системы от Siebel, наняв только в 1997 году более 300 специалистов по внедрению информационных систем в выделенное подразделение внедрения Siebel CRM.
В 1996 году компания осуществила первичное размещение на бирже NASDAQ и её акции вплоть до упразднения торговались с тикером SEBL. С этого момента компания начала активное расширение посредством поглощений: в 1997 году компания приобрела фирмы InterActive Workplace ($15 млн) и Nomadic Systems, в 1999 году — консалтинговую компанию OnTarget за $250 млн, в 2000 году — разработчика платформ для онлайн-аукционов OpenSite за $444 млн, в 2001 году — компанию nQuire, разработчика BI-платформы, которая впоследствии стала основой пакета Oracle Business Intelligence и серии отраслевых аналитических приложений корпорации Oracle.
В сентябре 2005 года компания приняла предложение Oracle о её приобретении за $5,85 млрд, сделка была закрыта в начале 2006 года, поглощение отмечалось как дружественное.

## Показатели деятельности
На протяжении всей истории компании её выручка ежегодно росла: так, в 1995 году выручка составила $8 млн, на следующий год она выросла до $39 млн, а в 2000 году превысила $1 млрд, в последний свой год деятельности — 2005 — компания заработала чуть менее $1,5 млрд.

## Критика
Атмосфера в компании отмечалась как «высокомерная и пренебрежительная», а стиль руководства Зибеля характеризовался как авторитарный: он был единственным, кто из руководителей компании был указан на официальном сайте, и единственный, имевший право выступать перед прессой.